# Pselaphokentron
Pselaphokentron là một chi bọ cánh cứng trong họ Mordellidae.
Chi này được miêu tả khoa học năm 1955 bởi Franciscolo.

## Các loài
Chi này gồm các loài:
- Pselaphokentron aculeatum Franciscolo, 1990
- Pselaphokentron bradypygum Franciscolo, 1955
- Pselaphokentron brunneipenne Ermisch, 1969